# Tesprotos
Los tesprotos (Θεσπρωτοί / Thesprōtoi) fueron un antiguo pueblo griego de Tesprotia (Epiro) similar al de los molosos. Hablaban el griego del noroeste, un dialecto del griego dórico. Homero señala con frecuencia que Tesprotia tenía relaciones de amistad con Ítaca y Cefalonia. Sus fronteras limitaban al noreste con los caones y al norte con el reino de los molosos. Los tesprotos formaron parte de la liga epirota hasta que fueron anexados a la República romana.

## Geografía

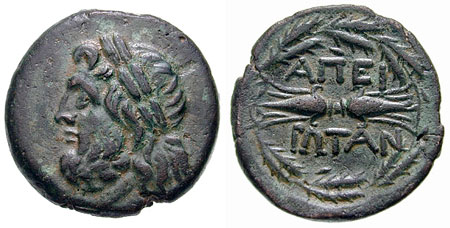
La aleación epirótica, 234 a. C.

Estrabón sitúa el territorio de Tesprotia, Tesprotis, en la costa sudoccidental del Epiro. Tesprotia se extiende entre el golfo de Arta al sur del río Tíamis en el norte, y entre la cordillera del Pindo y el Mar Jónico. Según la leyenda, el pueblo recibió su nombre del caudillo de los pelasgos y primer gobernador, Tésproto, que construyó Éfira, la capital de Tesprotia, más tarde llamada Cíquiro. Otras ciudades importantes de los tesprotos son Pandosia, Gítana, Quimerio, Torone, Fánote, Casopa, Fénice, Buqueta y Elea. Había una ciudad llamada Tesprotia que compartía el mismo nombre con la misma tribu.